# Gaborone United SC
Der Gaborone United Sporting Club ist ein Fußballverein in Gaborone, Botswana. Er trägt seine Heimspiele im Botswana National Stadium aus.

## Geschichte
Der auch „The Reds“ oder „Money Machine“ genannte Verein wurde 1967 gegründet. Er ist einer der erfolgreichsten Clubs seines Landes. Ihm gelangen aktuell je sieben Meisterschaften sowie Challenge-Cup-Siege. Er konnte sich mehrmals für die afrikanischen Wettbewerbe qualifizieren, scheiterte aber fast durchweg in der ersten Spielrunde.

## Erfolge
- Botswana Premier League: 1967, 1969, 1970, 1986, 1990, 2009, 2022, 2025
- FA Challenge Cup: 1968, 1970, 1978?, 1984, 1985, 1990, 2012, 2020, 2022, 2023
- Botswana Independence Cup: 1978, 1979, 1980, 1981, 1984, 1985, 1992, 1993
- Mascom Top 8 Cup: 2013, 2015

## Stadion
Der Verein trägt seine Heimspiele im Botswana National Stadium in Gaborone. Das Stadion hat ein Fassungsvermögen von 22.500 Personen.

## Trainerchronik
| Trainer        | Nation                         | von            | bis            |
| -------------- | ------------------------------ | -------------- | -------------- |
| David Bright   | Botswana                       | 11. März 2010  | 14. Juli 2010  |
| Rahman Gumbo   | Simbabwe                       | 8. März 2014   | 30. Juni 2016  |
| Rodolfo Zapata | Vereinigte Staaten Argentinien | 1. Januar 2016 | 19. April 2018 |

## Statistik in den CAF-Wettbewerben
| Wettbewerb                          | Runde              | Gegner                   | Hinspiel                     | Rückspiel                    |  |
| ----------------------------------- | ------------------ | ------------------------ | ---------------------------- | ---------------------------- |  |
|                                     |                    |                          |                              |                              |  |
| African Cup of Champions Clubs 1987 | Qualifikation      | Matlama FC               | 0:1 (A)                      | 0:2 (H)                      |  |
| African Cup of Champions Clubs 1991 | Qualifikation      | Denver Sundowns          | 1:0 (A)                      | 0:1 (H) / 2:4 i. E.          |  |
| CAF Cup 1994                        | 1. Runde           | Ferroviário Maputo       | 1:0 (H)                      | 0:2 (A)                      |  |
| CAF Cup 1998                        | 1. Runde           | Nchanga Rangers FC       | n. a.                        | n. a.                        |  |
| CAF Champions League 2010           | Qualifikation      | Orlando Pirates          | 0:0 (H)                      | 2:2 (A)                      |  |
|                                     | 1. Runde           | Curepipe Starlight       | 3:0 (A)                      | 3:0 (H)                      |  |
|                                     | 2. Runde           | Dynamos Harare           | 1:4 (A)                      | 1:0 (H)                      |  |
| CAF Confederation Cup 2010          | Intermediate Runde | Haras El-Hodood SC       | 1:0 (H)                      | 1:8 (A)                      |  |
| CAF Confederation Cup 2013          | Qualifikation      | Liga Muçulmana de Maputo | 2:2 (H)                      | 0:1 (A)                      |  |
| CAF Confederation Cup 2014          | Qualifikation      | Supersport United        | 0:2 (A)                      | 0:1 (H)                      |  |
| CAF Confederation Cup 2016          | Qualifikation      | JKU FC                   | Die Mannschaft trat nicht an | Die Mannschaft trat nicht an |  |

- 1998: Der Verein zog sich nach der Auslosung aus dem Wettbewerb zurück.